# 삼성초등학교 (양산시)
삼성초등학교는 대한민국 경상남도 양산시 북정동에 있는 공립 초등학교이다.

## 학교 연혁
- 1940년 2월 1일 양산공립국민학교 북정분교장 개교
- 1949년 8월 29일 삼성공립국민학교 인가
- 1949년 10월 20일 삼성공립국민학교 개교
- 1971년 7월 5일 새로 지은 학교로 이동
- 1986년 2월 16일 8교실 증축
- 2008년 8월 30일 다목적 시청각실 준공
- 2013년 2월 19일 제63회 졸업식 148명(총 4,746명)
- 2013년 3월 1일 제25대 안용태 교장 취임
- 2014년 2월 19일 제64회 졸업식 101명(총 4,847명)
- 2015년 2월 19일 제65회 졸업식 86명(총 4,933명)
- 2015년 3월 1일 제26대 박희문 교장 취임

## 참고 자료
- 삼성초등학교 - 한국교육학술정보원 학교알리미